# Borolia uncinatus
Borolia uncinatus är en fjärilsart som beskrevs av M.Gaede 1905. Borolia uncinatus ingår i släktet Borolia och familjen nattflyn. Inga underarter finns listade i Catalogue of Life.